# 茶太
茶太（ちゃた、1979年11月21日 - ）は、日本の女性歌手。主に同人音楽やゲーム・アニメの主題歌で活躍している。

## 概要

### 来歴
1998年頃に活動を開始する。Niftyserve MIDIオリジナル曲を扱うフォーラムに作詞で参加し始めたことがきっかけとされる。音系同人作品・インディーズにてボーカルとして主に活動し、2003年に初めての自主制作CD「-+誓い+-」を発表する。2007年にはメジャーデビューを果たした。2018年7月1日にsolfaに加入した。
現在も商業活動と平行して多数の音系同人サークルの作品に歌い手として参加し、自身の主催するサークルでも作品を発表している。音系同人サークル「idea」「my sound life」「HUMMING LIFE」のメインボーカルとしても活動中である。
片霧烈火・霜月はるかと深い親交があり、三人で合同ユニット「しもちゃみん」を組んだり、ラジオのパーソナリティを務めたりしたことがある。「しもちゃみん」の中では、ポップで柔らかな雰囲気の曲を得意としている。

### 人物
幼い頃から両親の影響もあって歌が大好きで、授業中に鼻歌を歌ってよく注意を受けた。楽器の習得にも取り組んだが不器用だったために断念し、歌が表現の全てになったという。
好物はうどん、ハンバーグ、わちふぃーるどなど(公式サイト参照のこと)。また、独特の味わいがあるイラストを描く。主催サークルと同名の「ウサギキノコ」というウサギの形をしたキノコのような生き物のオリジナルキャラクターが特に有名。このキャラクターは「ちゃたのわ」や、「さびしんぼう。」などのCDのカバーイラストに描かれている他、時計・香炉・ブックカバーなどに商品化されている。ウサギキノコの隣にいるチューリップのキャラクターの名前は「はなちゃん」という。

## 所属サークル・ユニット
- ウサギキノコ - 自身が代表を務める同人音楽サークル
- my sound life - iyuna（ミウラハルミ・イワサキヨシヒロ）とのユニット
- idea - 柳英一朗とのユニット
- HUMMING LIFE - 日向そらとのユニット

## 作品

### シングル
| 枚  | 発売日         | タイトル                                   | 規格品番   | レーベル                     | オリコン 最高位 |
| --- | -------------- | ------------------------------------------ | ---------- | ---------------------------- | --------------- |
| 1st | 2007年6月20日  | Bravery 〜辿り着きたい君へ〜               | KDSD-0136  | ティームエンタテインメント   | 151位           |
| 2nd | 2007年8月22日  | うたたね                                   | LACM-4401  | ランティス                   | 100位           |
| ※   | 2007年10月26日 | メグメル 〜cuckool mix 2007〜/だんご大家族 | KSLA-0036  | Key Sounds Label             | 18位            |
| ※   | 2008年2月29日  | 恋する記憶/ねがい                          | GNCA-0089  | ジェネオンエンタテインメント | 81位            |
| 3rd | 2008年5月3日   | 水平線まで何マイル?                        | ABCD-0001  | ABHAR                        |                 |
| ※   | 2008年7月23日  | Soon/ラブ♡ライス                           | KDSD-00226 | ティームエンタテインメント   | 123位           |
| 4th | 2008年9月25日  | とらじまのたてわき、しっぽうた             | GNCT-7901  | RINGO LABEL                  |                 |

### 配信シングル
|     | 発売日        | タイトル      | 備考                                                             |
| --- | ------------- | ------------- | ---------------------------------------------------------------- |
| 1st | 2010年        | SKIP          | PCゲーム『グリザイアの果実』松嶋みちるエンディングテーマ         |
| 2nd | 2012年        | crystal clear | PCゲーム『グリザイアの迷宮』松嶋みちるアフターエンディングテーマ |
| 3rd | 2012年        | Angel         | PCゲーム『グリザイアの迷宮』エンディングテーマ                   |
| 4th | 2015年6月16日 | null          | PCゲーム『円交少女～陸上部ゆっきーの場合～』主題歌               |

### アルバム
| 枚  | 発売日         | タイトル            | 規格品番  | レーベル                   | オリコン 最高位 |
| --- | -------------- | ------------------- | --------- | -------------------------- | --------------- |
| 1st | 2007年3月21日  | murmur              | KDSD-0130 | ティームエンタテインメント |                 |
| 2nd | 2008年4月23日  | 空の記憶            | KDSD-0203 | ティームエンタテインメント | 193位           |
| 3rd | 2008年6月25日  | ちゃたのわ          | LACA-5776 | ランティス                 | 133位           |
| 4th | 2009年4月29日  | 茶太 Works Best     | KDSD-0280 | ティームエンタテインメント | 113位           |
| 5th | 2010年5月19日  | なないろ            | KDSD-0365 | ティームエンタテインメント | 88位            |
| 6th | 2010年11月24日 | 茶太 Works Best II  | KDSD-0406 | ティームエンタテインメント | 164位           |
| 7th | 2014年2月12日  | 茶太 Works Best III | KDSD-0684 | ティームエンタテインメント | 85位            |

### インディーズ
Voltage of Imagination
- Ancient Colors Infinity Vol.2 蒼昊ノ恋歌 （そうこうのれんか）
  - 2004年11月20日発売
  - 作詞：interface、作曲・編曲：bermei.inazawa

1. 古街
2. 蒼昊ノ恋歌
3. いささめの花
4. 蒼昊ノ恋歌 (揺れる花の)
5. いささめの花、子らが家路
6. 古街 -no vocal-
7. 蒼昊ノ恋歌 -no vocal-
8. いささめの花 -no vocal-

- ORBITAL MANEUVER phase2：anemotaxis
  - 2006年2月10日発売
  - 作詞：interface、作曲・編曲：大嶋啓之

1. anemotaxis
2. 風タチヌ
3. amrita
4. relative anemotaxis
5. amrita sansara
6. anemotaxis (no vocal)
7. 風タチヌ (no vocal)
8. amrita (no vocal)

- あさやけぼーだーらいん
  - 2006年12月30日発売

1. 僕と世界の境界線
2. 伝えたい, でも伝えられない
3. プリマ・ドンナに花束を
4. ソラミミ
5. いなかみち
6. り・あ・るるる
7. メメント・モリ
8. ヒカリ
9. あさやけぼーだーらいん
10. がんばったら

idea(souleaveを改称)
- living
  - 2005年8月13日発売

1. 永訣の調べ
2. +Epitaph+
3. Face to Faith
4. shingin' the "lain"
5. 雪
6. カニパンマン

my sound life
- fractal
  - 2006年04月29日発売

1. fractal
2. it's you 〜魔法のエアメール〜
3. higher than the sun
4. 夏祭り
5. 夢のカケラ
6. telescope
7. ヨアケノカネ

- crystal
  - 2006年10月9日発売

1. crystal(instrumental)
2. 虹の光
3. 夢幻鏡
4. 季節の記憶
5. 水晶の涙
6. 冷たい部屋
7. 限りない空

- rainbow
  - 2007年4月29日発売

1. step! jump!
2. みなぎれ青春
3. 嘘と真実
4. rainbow#5(instrumental)
5. 初恋
6. 〜introduction
7. あおいろ
8. ドキドキ☆ミ
9. fake
10. rainbow#6(instrumental)
11. 君と一緒に
12. 七色プリズム
13. ＠ぐるぐる＠
14. rainbow#4(instrumental)
15. ふわふわ

- fundamental
  - 2007年10月6日発売

1. fundamental（instrumental）
2. 欲
3. 距離
4. 背中
5. 手
6. 交差
7. 軌跡

- way and unknown
  - 2008年10月13日発売

1. 闇雨
2. めいろ
3. 影追い
4. 擬態と衝動
5. となりのひと
6. 夢のカケラ 〜missing piece version〜
7. 緑の日々
8. 彼方に待っているもの
9. 暗射地図
10. way and unknown[注 1]

- light
  - 2010年5月3日発売

1. light
2. candy drop
3. moonlight(remix)
4. sweet candy drop(remix)
5. light(karaoke)
6. light(instrumental)
7. candy drop(karaoke)
8. candy drop(instrumental)

- new way to the star
  - 2011年5月1日発売

1. きみのほし
2. エンドロール
3. contrast
4. loop and loop
5. new way to the star
6. あかりを灯して
7. 雨音の向こう側

- wordless garden
  - 2012年4月30日発売

1. AIR
2. 冷たい部屋 〜reverting truth version〜
3. wall of garden
4. ENDLESS
5. wordless
6. dreamin' dreamin'
7. 夕日と影
8. overflow

- your sound vision
  - 2012年8月11日発売

1. めいろ 〜てんとうむし mix〜
2. step!jump! 〜slowchord mix〜
3. 擬態と衝動 〜Yu-Yami mix〜
4. 七色プリズム ～magic magic mix〜
5. あかりを灯して 〜star shard mix〜
6. telescope ～NEW RETRO mix～
7. 欲 〜shade curtain mix〜
8. AIR 〜DayDream mix〜
9. 気まぐれ天気雨

- square vision
  - 2012年10月28日発売

1. LINE
2. know
3. square
4. seek
5. vision
6. 3:15
7. framework
8. answer

- re:construction
  - 2013年4月29日発売

1. re:construction
2. 茜
3. 水晶の涙 ～low drop mix～
4. 君と一緒に ～PICO-PICO MIX～
5. re:construction -off main vocal-
6. re:construction -instrumental-
7. 茜 -off main vocal-
8. 茜 -instrumental-

- depth of the sea
  - 2013年10月27日発売

1. DIVE
2. speeder
3. 02:15
4. in deep darkness
5. 遠見の角
6. depth of the sea
7. bright water
8. colour

- lotus
  - 2014年8月17日発売

1. Ω
2. 沼
3. episode ～ on the lotus
4. 虹色の光 ～ under the marsh ver.
5. 花
6. episode ～ hollow of the hand
7. lotus
8. α

- portal
  - 2016年8月14日発売

1. it's you ～魔法のエアメール～
2. 水晶の涙
3. step! jump!
4. みなぎれ青春
5. 嘘と真実
6. あおいろ
7. 七色プリズム
8. ＠ぐるぐる＠

- portal2
  - 2016年12月31日発売

1. 欲
2. 交差
3. 闇雨
4. めいろ
5. 擬態と衝動
6. となりのひと
7. light
8. AIR

### ゲーム作品のボーカル (商業作品)

#### 2004年
- Mint Kiss（パソコンゲーム『Angel Wish〜放課後の召使いにチュッ！〜』エンディング主題歌）

#### 2006年
- よつのは（パソコンゲーム『よつのは』オープニング主題歌）
- プチタミ（パソコンゲーム『キミの声がきこえる』オープニング主題歌）
- Love☆Dreamer（パソコンゲーム『ヨーグルティング』イメージソング,片霧烈火・霜月はるかとのトリオ）

#### 2007年
- 久遠 〜詩歌侘〜（パソコンゲーム『恋姫†無双 〜ドキッ☆乙女だらけの三国志演義〜』挿入歌）
- 志在千里 〜恋姫喚作百花王〜（パソコンゲーム『恋姫†無双 〜ドキッ☆乙女だらけの三国志演義〜』エンディング主題歌）
- Bravery〜辿り着きたい君へ〜（PS2ゲーム『グローランサーVI』オープニング主題歌）
- BEGIN（PS2ゲーム『グローランサーVI』エンディング主題歌）
- 二人の見る世界（パソコンゲーム『恋する乙女と守護の楯』エンディング主題歌）
- One-way Shining（パソコンゲーム『Clear -クリア-』挿入歌）
- 未来の物語（パソコンゲーム『ほしフル 〜星藤学園天文同好会〜』グランドオープニング主題歌）
- 君と二人で...（パソコンゲーム『僕がサダメ 君には翼を』エンディング主題歌）

#### 2008年
- フォトグラフ（パソコンゲーム『放課後は白銀の調べ』エンディング主題歌）
- my sweet home（パソコンゲーム『Princess Frontier』エンディング主題歌）
- 水平線まで何マイル?（パソコンゲーム『水平線まで何マイル?』イメージソング）
- 雪の羽 時の風（パソコンゲーム『G線上の魔王』エンディング主題歌）
- 晴れ→恋心（パソコンゲーム『晴れハレはーれむ』オープニング主題歌）
- ラブ♡ライス（PS2ゲーム『よつのは』エンディング主題歌）
- 好きだよ（PS2ゲーム『よつのは』イメージソング）
- 愛のゆくえ（パソコンゲーム『ちぇいすと☆ちぇいすっ!』エンディングテーマ,片霧烈火とのデュエット）
- あさきゆめみし（パソコンゲーム『真・恋姫†無双 〜乙女繚乱☆三国志演義〜』挿入歌）

#### 2009年
- with you（パソコンゲーム『スズノネセブン!』エンディング主題歌）
- Heavenwards（パソコンゲーム『DEVILS DEVEL CONCEPT』挿入歌）
- グルッポ（パソコンゲーム『Like a Butler』オープニング主題歌）
- 妄想Let's Go!!（パソコンゲーム『W.L.O.世界恋愛機構』エンディング主題歌）
- 星空のメモリア（パソコンゲーム『星空のメモリア -Wish upon a shooting star-』エンディング主題歌）
- 夏の記憶（パソコンゲーム『echo.』エンディング主題歌）
- cotton candy（パソコンゲーム『Canvas3 〜白銀のポートレート〜』挿入歌）
- see-saw!!（パソコンゲーム『さくらさくら』オープニング主題歌）
- あしたの天使（パソコンゲーム『Skyprythem』オープニング主題歌）
- 虹色ソナタ（パソコンゲーム『Skyprythem』エンディング主題歌）
- 笹に願いを（パソコンゲーム『明日はきっと、晴れますように -She said so，and prayed to cloudy skies.-』オープニング主題歌）
- 忘れない...（パソコンゲーム『キスと魔王と紅茶』エンディング主題歌）
- たそがれ空（パソコンゲーム『ほしうた 〜Starlight Serenade〜』エンディング主題歌）
- Winter Bells♪(パソコンゲーム『しろくまベルスターズ♪』オープニング主題歌）
- 友情ぽっぷ（アーケードゲーム『太鼓の達人12 増量版』『太鼓の達人13』『太鼓の達人14』収録曲）

#### 2010年
- 宙のヒカリ（パソコンゲーム『星空のメモリア Eternal Heart』エンディング主題歌）
- ほらね（パソコンゲーム『かしましコミュニケーション』オープニング主題歌）
- always（パソコンゲーム『まじからっと☆れいでぃあんと』エンディング主題歌）
- 虹色アドレセンス（PSPゲーム『B's-LOG パーティー♪』オープニング主題歌）
- つながる空（PSPゲーム『B's-LOG パーティー♪』エンディング主題歌）
- 黒髪乱れし修羅となりて（アーケードゲーム『pop'n music18 せんごく列伝』収録曲,村正クオリア名義）
- 桜が舞う空の下で（パソコンゲーム『さくらビットマップ』エンディング主題歌）
- 恋をしよーよ（パソコンゲーム『さくらビットマップ』イメージソング）
- 夢笑顔（パソコンゲーム『真・恋姫†無双 〜萌将伝〜』挿入歌）
- Like a star（パソコンゲーム『キサラギGOLD★STAR』エンディング主題歌）
- 彩 -にじいろ-（パソコンゲーム『恋神 -ラブカミ-』エンディング主題歌）
- ずっと未来も!（パソコンゲーム『風ヶ原学園スパイ部っ!』オープニング主題歌）
- Dream Tide -夢の潮流-（Wiiゲーム『太鼓の達人Wii みんなでパーティ☆3代目!』収録曲）

#### 2011年
- Mulberry （アーケードゲーム『太鼓の達人14』収録曲）
- SKIP（パソコンゲーム『グリザイアの果実』松嶋みちるエンディング主題歌）
- Crazy for you☆（パソコンゲーム『ラブラブル 〜lover able〜』オープニング主題歌）
- Linked☆Lovers（パソコンゲーム『ラブラブル 〜lover able〜』エンディング主題歌）
- カンデコ（パソコンゲーム『愛しい対象の護り方』オープニング主題歌）
- Cloudy（PS3ゲーム『メルルのアトリエ 〜アーランドの錬金術士3〜』挿入歌）
- 春風ダンス（パソコンゲーム『もっと 姉、ちゃんとしようよっ! アフターストーリー』エンディング主題歌）
- 赤い花（パソコンゲーム『らぶ2Quad』エンディング主題歌）
- fly to the sky（パソコンゲーム『VenusBlood -ABYSS-』挿入歌）
- 鳥のユメ（パソコンゲーム『誰が殺したコマドリを CSA版』オープニング主題歌）

#### 2012年
- Angel（パソコンゲーム『グリザイアの迷宮』エンディング主題歌）
- crystal clear（パソコンゲーム『グリザイアの迷宮』松嶋みちるアフターエンディング主題歌）
- mythical frontier（パソコンゲーム『VenusBlood -FRONTIER-』イメージソング）
- Precious Wing（パソコンゲーム『この大空に、翼をひろげて』オープニング主題歌）
- カラフル precious life（パソコンゲーム『恋妹SWEET☆DAYS』主題歌）
- 乙女髪Try-Angle（パソコンゲーム『初恋1/1』森野雪乃イメージソング）
- エロイコ（パソコンゲーム『Dolphin Divers』オープニング主題歌）
- 終わり 始まり（パソコンゲーム『九十九の奏〜欠け月の夜想曲〜』エンディング主題歌）
- SO SWEET（パソコンゲーム『ピュアガール』エンディング主題歌）
- 恋のメロディ（パソコンゲーム『恋色マリアージュ』エンディング主題歌）
- ピンポンぱんつ体操 ～行け!温泉卓球部!～（パソコンゲーム『ピンポンぱんつ! -湯河原学園美少女☆温泉卓球部-』イメージソング）

#### 2013年
- see-saw!! partⅡ（パソコンゲーム『さくらさくらFESTIVAL!』主題歌）
- see-saw!! メドレー（パソコンゲーム『さくらさくらFESTIVAL!』ED主題歌）
- ぐっど・もーにんぐ（パソコンゲーム『ゆめいろアルエット!』橘旭テーマソング）
- 可視光線（パソコンゲーム『木洩れ陽のノスタルジーカ』挿入歌）
- 空を見る魔法（パソコンゲーム『百花繚乱エリクシル』エンディング主題歌）
- go ahead!（パソコンゲーム『あいこみゅ!!』主題歌）
- ミラクルinfinity（パソコンゲーム『ゆめこい 〜夢見る魔法少女と恋の呪文〜』主題歌）
- ユメノツボミ（パソコンゲーム『ゆめこい 〜夢見る魔法少女と恋の呪文〜』エンディング主題歌）
- I'm here（パソコンゲーム『星ノ音サンクチュアリ』エンディング主題歌）
- boy meets girl（パソコンゲーム『我が家のヒメガミさまっ!』主題歌）
- Atlantide（パソコンゲーム『VenusBlood -GAIA-』イメージソング）
- 君恋ノ唄（パソコンゲーム『戦国†恋姫〜乙女絢爛☆戦国絵巻〜』エンディング主題歌）

#### 2014年
- Photograph（パソコンゲーム『MeltyMoment -メルティモーメント-』エンディング主題歌）
- candy♥girl（パソコンゲーム『カスタムメイドオンライン』挿入歌）
- しあわせがたり（パソコンゲーム『Clover Day's』エンディング主題歌）
- 海空デイズ（パソコンゲーム『海空のフラグメンツ』主題歌）
- luminous parade（パソコンゲーム『レーシャル・マージ』エンディング主題歌）
- Love me DO!!（パソコンゲーム『アイドル魔法少女ちるちる☆みちる 前編』エンディング主題歌）
- primal story（パソコンゲーム『PRIMAL×HEARTS』エンディング主題歌）
- I will（パソコンゲーム『晴のちきっと菜の花びより』主題歌）
- デーモンバスターズ！（パソコンゲーム『デーモンバスターズ ～えっちなえっちなデーモン退治～』主題歌）
- ばにばにっ!（パソコンゲーム『BunnyParadise ばにぱら〜恋人全員バニー化計画〜主題歌』）
- アオイハル（パソコンゲーム『残念な俺達の青春事情』エンディング主題歌）
- Want more need less（パソコンゲーム『VenusBlood -HYPNO-』イメージソング）
- キミのとなりで恋がしたい!（パソコンゲーム『キミのとなりで恋してる!』主題歌）
- キミと見る世界（パソコンゲーム『キミのとなりで恋してる!』エンディング主題歌）
- KISS YOU -Duet ver-（パソコンゲーム『アイドル魔法少女ちるちる☆みちる 後編』エンディング主題歌）

#### 2015年
- 夏の色が消えるとき（パソコンゲーム『夏の色のノスタルジア』エンディング主題歌）
- null（パソコンゲーム『円交少女～陸上部ゆっきーの場合～』主題歌）
- Engage（パソコンゲーム『お嬢様と秘密の乙女』主題歌）
- snow white syndrome（パソコンゲーム『PRIMAL×HEARTS2』エンディング主題歌）
- （パソコンゲーム『果つることなき未来ヨリ』エンディング主題歌）
- 僕のとなりで恋をして!（パソコンゲーム『キミのとなりで恋してる! ～The Respective Happiness～』主題歌）
- hot splash!（パソコンゲーム『QUINTUPLE☆SPLASH』主題歌）
- 乗り切れ受験ウォーズ（アーケードゲーム『チュウニズム』収録曲）[2]

#### 2016年
- 勇気のペンダント（アーケードゲーム『REFLEC BEAT 悠久のリフレシア』収録曲）

#### 2017年
- ゲシュタルト! テスト期間!!（アーケードゲーム『チュウニズム エアー プラス』収録曲）
- Candy a Mine（パソコンゲーム『しゅがてん！-sugarfull tempering-』オープニング主題歌）
- 君はAngel（パソコンゲーム『彼女は天使で妹で』オープニング主題歌）
- 翼（パソコンゲーム『彼女は天使で妹で』エンディング主題歌）

### ゲーム以外の主な商業作品ボーカル
- My cowardly heart（CD『doll 〜 歌姫 vol.3 -涼-』 - Dex Entertainmantより販売）
- ずっとそのままで（CD『doll 〜 歌姫 vol.3 -涼-』 - Dex Entertainmantより販売）
- Sleeping snow（CD『Winter Mix vol.2』 - とらのあなより販売）
- 静寂（CD『Winter Mix vol.3』 - とらのあなより販売）
- samsara（CD『かけらむすび』 - フロンティアワークスより販売）
- 雪影（CD『Winter Mix vol.4』 - とらのあなより販売）
- step of cloud（CD『TVアニメ「sola」イメージソングアルバム：oratorio』 - Lantisより販売）
- だんご大家族（CD『TVアニメ「CLANNAD」OP・EDマキシ：メグメル 〜cuckool mix 2007〜／だんご大家族』 - Key Sounds Labelより販売）
- やさしい（CD『「こどものじかん」オリジナルサウンドトラック』 - Lantisより販売）
- 祭囃しが聞こえる（CD『こころむすび』 - フロンティアワークスより販売）
- 絆（CD『Winter Mix vol.5』 - とらのあなより販売）
- ねがい（CD『OVA「よつのは」OP/EDマキシ：恋する記憶/ねがい』 - ジェネオンエンタテインメントより販売）
- Whereabouts（DVD『シャイナ・ダルク 〜黒き月の王と蒼碧の月の姫君〜』3巻DVD内clip.4 電撃コミックス）

### 茶太自身の主催する音系同人作品
茶太は商業活動や音系同人サークルへのゲスト参加のほかに、自らも音系同人サークル「ウサギキノコ」を主催し、コミックマーケット等の同人イベントを中心に作品を発表している。主に作詞とボーカルを自身が担当し、作曲・編曲は親しいコンポーザーに依頼する形式で作品を制作しているが、中には自らが作曲した作品もある。現在までに4枚のアルバムと1枚のシングルを発表済みである。なお、サークルマスコットキャラクターのウサギキノコは、商業作品のジャケットにも度々登場している。
- + 誓い +
  - 2003年8月17日発売

1. 誓い
2. reflain
3. ねぇ
4. PRIDE
5. 光の庭
6. 俄雨
7. バランス
8. ムネノイタミ
9. 抜け殻
10. 君ヲ照ラス月ニナリタイ
11. 誓い (蒼くて、綺麗なもの)

- eclipse
  - 2006年8月13日発売

1. Prologue 〜instrumental〜
2. eclipse
3. Puzzle
4. Re-start
5. Step
6. interval ＃1 〜instrumental〜
7. Always
8. Melancholia
9. interval ＃2 〜instrumental〜
10. Labyrinth
11. Secret
12. Rain
13. whistle
14. eclipse (after dark)

- たぶん青春
  - 2007年8月17日発売

1. ぼく
2. 一夜漬け
3. たぶん青春
4. 自己嫌悪
5. ひとつだけ
6. きみ

- さびしんぼう
  - 2007年12月31日発売

1. さびしんぼう。
2. ねんまつのうた
3. -　　　　　　　-[3]
4. さびしんぼう。(offvocal)
5. ねんまつのうた(offvocal)

- eclipse 改
  - 2008年12月29日発売

1. Prologue 〜instrumental〜
2. eclipse
3. 環
4. Puzzle
5. Re-start
6. Step
7. interval#1 〜instrumental〜
8. Always
9. 蝕
10. Melancholia
11. interval#2 〜instrumental〜
12. Labyrinth
13. Secret
14. Rain
15. whistle
16. 至

- Kaleidoscope
  - 2009年12月30日発売

1. Kaleidoscope
2. Trump
3. Cat's cradle
4. Pinky promise
5. МатрёШка
6. 反転音
7. うつろ
8. ゆびきり
9. あやとり
10. よわむし
11. Teleidoscope

- 落日
  - 2010年8月14日発売

1. 未練
2. れみんぐ
3. イイコ
4. 滑稽というなかれ
5. （笑）
6. 落日
7. macrophage

- セツナメモリア
  - 2012年12月31日発売

1. 黄昏
2. 流星
3. UK星雲　‐インスト‐
4. 明星
5. 越境
6. 蒼天
7. 天理　‐インスト‐
8. 満天

- 白昼夢
  - 2013年8月12日発売

1. 白昼夢
2. じれんま
3. agony
4. トワ
5. いちごみるく

- さよなら
  - 2013年12月31日発売

1. さよなら
2. ごめんね
3. ありがとう
4. さよなら　-インスト-
5. ごめんね　-インスト-
6. ありがとう　-インスト-

- アコースティックに もげして
  - 2014年8月17日発売

1. puzzle
2. step
3. Secret
4. Labyrinth
5. Eclipse
6. ふうりん

- すこしのかなた
  - 2015年8月16日発売

1. 此方
2. 留まる
3. 踏み切り線
4. 夏の果てまで
5. すこしのかなた
6. 此方　-off vocal-
7. 留まる　-off vocal-
8. 踏み切り線　-off vocal-
9. 夏の果てまで　-off vocal-
10. すこしのかなた　-off vocal-

- 夏の末日
  - 2016年8月14日発売

1. らぶ。
2. 夏の末日
3. 雨が晴れたら
4. 1835

- まぁ、
  - 2016年12月31日発売

1. 液晶が邪魔だけど
2. 囀ってよ
3. カサブタは剥がすもの
4. どうあがいても綺麗だから

- Summer Focus
  - 2017年8月11日発売

1. Summer Focus
2. ☆ミ
3. るんぱっぱ
4. 夕凪
5. ぼに

- コイの尺度
  - 2018年8月10日発売

1. 夢喰
2. うたかた
3. 影街
4. まほらば
5. 夏至

- 幸福論
  - 2018年12月30日発売

1. 幸福論
2. 解なし
3. あの日の食卓
4. 月と散歩路
5. 世界の期限が切れるまで

### ゲスト参加した音系同人・インディーズ作品
茶太が参加した音系同人作品は非常に多いため、ここでは主要参加サークル作品のアルバムタイトルのみを抜粋する（サークル「ウサギキノコ」の作品については上述されているので割愛する）。
solfa（旧名義：iyunaline）
- 200608 (2006年8月25日発売)
- 200612 (2006年12月29日発売)
- マジックチャンネル (2007年8月17日発売)
- 「msf'08」〜marble sky fes '08 (2007年12月29日発売)
- new world (2008年5月11日発売)
- further along (2009年5月5日発売)

CLOCK MUSIC
- CLOVER SONGS (2006年8月13日発売)
- CLOVER ALBUM (2006年12月31日発売)
- ワスレナゴハン (2007年4月29日発売)
- 駿太／雪の轍 (2007年8月17日発売)
- くろねこのサンバ (2008年10月13日発売)
- りんごレストラン (2008年12月29日発売)

Campanella
- Songs for Detourer (2001年12月30日発売)
- ぼくらのうた (2002年8月13日発売)
- SoulS (2004年2月21日発売)
- berpop melodies & Remixies (2005年8月14日発売)

サイドプロテア（旧名義：再生ハイパーべるーヴ）
- ぱんださんようちえん (2002年8月11日発売)
- 未来のエネルギー (2004年12月30日発売)
- きりんさん女子大生 (2008年8月16日発売)

Barbarian On The Groove
- I've Sound Tribute (2003年12月26日発売)
- Flying Barbarian (2004年4月29日発売)
- ELEGANTRONICA (2004年8月27日発売)
- MELANCOLLAGE (2004年12月30日発売)
- TAOS PUEBLO (2005年5月1日発売)
- LE MONDE MUSICAL DE (2005年8月12日発売)
- Seven (2006年4月29日発売)
- Dragon Valley -Twilight- (2006年8月20日発売)
- Dragon Valley -Misterio- (2006年12月31日発売)
- コスモス -変調する世界- (2007年4月29日発売)
- Dragon Valley -Arco-Iris- (2007年8月17日発売)
- Petroglyph (2007年12月31日発売)
- Classic Plus - 01 (2008年4月18日発売)
- Classic Plus - 02 (2008年5月11日発売)
- El Fin De La Infancia (2008年8月16日発売)

GML(Game Music Laboratory)
- AIRness (2001年8月10日発売)
- WhitePowderSnow (2001年12月30日発売)
- KOREA-JAPAN (2002年8月13日発売)
- ムネノイタミ (2004年8月15日発売)

## 出演

### ラジオ
- はれちゃった歌種日和
- 霜月はるかのFrost Moon Cafe （第3回ゲスト）
- Webラジオ『グングニル放送局 Full ahead!! 第4回』
- Webラジオ『生声!! スパルタオおたよリズム』
- 桃井はるこの超!モモーイ（第24回、第38回ゲスト）
- ラジオ日本『アニメストリート』（2007年7月3日）
- 島村秀行とbermei.inazawa ぼくらの音楽（第23回ゲスト）
- 島村秀行とbermei.inazawa ぼくらの音楽（第23回反省会ゲスト）
- 島村秀行とbermei.inazawa ぼくらの音楽（第31回ゲスト）
- 島村秀行とbermei.inazawa ぼくらの音楽（第34回ゲスト）
- 片霧烈火のにゃんこっこ☆アワー（第13回ゲスト）
- 片霧烈火のにゃんこっこ☆アワー（第14回ゲスト）
- 片霧烈火のにゃんこっこ☆アワー（第15回ゲスト）
- 片霧烈火のにゃんこっこ☆アワー（第16回ゲスト）
- 片霧烈火のにゃんこっこ☆アワー（第17回ゲスト）
- 片霧烈火のにゃんこっこ☆アワー（第18回ゲスト）
- 片霧烈火のにゃんこっこ☆アワー（第19回ゲスト）

### 映像への出演 (音系同人作品)
- opening promotion movie「やまと」 (CD『夢神楽』 - 2002/08/11 - 激団紫季制作)
- 「やまと」PVメイキングムービー (CD『夢神楽』 - 2002/08/11 - 激団紫季制作)
- SEVEN DEADLY SINS PV (CD『SEVEN DEADLY SINS』 - CLOSED/UNDERGROUND制作)

### 声の出演 (音系同人作品)
- 同人ゲーム『うにゅう de BOMBER』(Bang!C Software制作) せりこ役
- CD『As』(Visual Work Station制作) レティシア役
- CD『すごいよ！エレノアさん』(Visual Work Station制作) レティシア役
- CD『未来のエネルギー』(サイドプロテア制作)
- 同人ゲーム『ALiBAT』(PROJECT YNP制作) 水銀燈役
- CD『背徳の灰女』 (Gungnir over rev制作) ヒロイン・ノア役
- 同人ゲーム『Re-udemonia -take a step backward-』 (Luv-Kraft制作)
- CD『きりんさん女子大生』(サイドプロテア制作)
- 同人誌『のんびり行こう』 (coolpeche製作)